# Glödnitz
Glödnitz (tiếng Slovene: Glodnica) là một đô thị thuộc huyện Sankt Veit an der Glan trong bang Kärnten trong nước Áo. Đô thị Glödnitz có diện tích 74,65 km², dân số thời điểm năm 2005 là 935 người.